# LVS-89

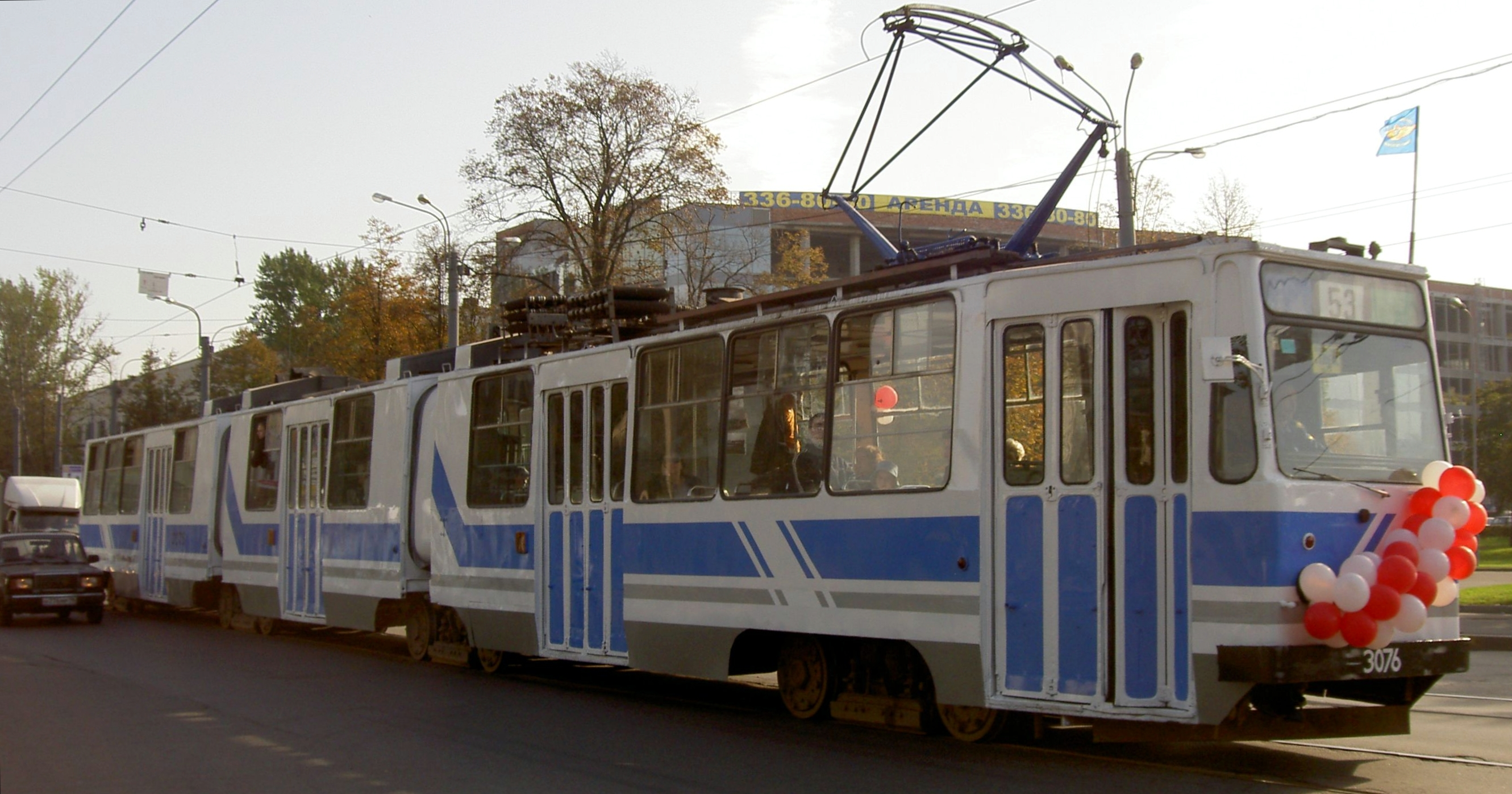
LVS-89 v Sankt Petersburgu

LVS-89 (rusky ЛВС-89, podle unifikovaného označení potom 71-89) je model sovětské tramvaje. Jednalo se o experimentální osminápravový, tříčlánkový vůz.
Jediný prototyp vznikl v závodě PTMZ v prosinci roku 1989 (podle roku též vzniklo i dvouciferné označení modelu). Tramvaj byla zařazena do provozu s cestujícími na přelomu let 1989 a 1990, sloužila do roku 2006. V prosinci roku 2006 byl vůz stažen z běžného provozu a převezen do Muzea elektrické trakce v Petrohradu.
Tříčlánkový vůz LVS-89 se řadil mezi velkokapacitní tramvaje; plně naložený byl schopen přepravit 450 cestujících. Jeho délka činila 30 m, šířka byla 2550 mm a výška 3146 mm. Hmotnost celého vozu (nenaloženého) byla 39 tun. LVS-89 nebyl vybaven spřáhly, tedy jej nebylo možné provozovat v soupravách.